# دانشگاه علوم و فنون هوافضای عاشورا
دانشگاه علوم و فنون هوافضا عاشورا دانشگاه افسری وابسته به نیروی هوافضای سپاه پاسداران انقلاب اسلامی است.

## تاریخچه
مجتمع دانشگاهی هوافضای عاشورا با تجمیع مرکز آموزش آیت الله کاشانی و دانشکده‌های پدافند موشکی، علوم و فنون و پرواز در سال ۱۳۸۳ تشکیل شده‌است.
این دانشگاه در زمینه‌های آموزش خلبانی ، کنترل هوایی، خدمات پروازی، عملیات موشکی، عملیات پدافند، برق، الکترونیک و مکانیک هواپیمایی و موشکی را در مقاطع کاردانی و کارشناسی دارد. مرکز انتشارات این دانشگاه تاکنون ۱۸ کتاب در موضوعات هوافضا به چاپ رسانده‌است.